# 服部真弓
服部真弓（1948年10月14日—2007年8月16日），是一名日本著名推理小說作家及版畫家，畢業於現代思潮美學校。服部真弓畢業首先從事版畫的工作。直至1987年，那年他投稿《時間的裝飾》，奪得了橫溝正史推理小說大獎，因而投入推理文學的創作。2007年，服部真弓因肺癌逝世。